# Anadia pamplonensis
Anadia pamplonensis är en ödleart som beskrevs av  Dunn 1944. Anadia pamplonensis ingår i släktet Anadia och familjen Gymnophthalmidae. Inga underarter finns listade i Catalogue of Life.